# Швейцария на «Евровидении-1977»
Швейцария принимала участие в двадцать втором выпуске телевизионного конкурса Евровидение-1977, который состоялся 7 мая в Лондоне, Великобритания. Страну представляла группа Pepe Lienhard Band («Группа Пепе Линхарда») с песней Swiss Lady, написанной Петером Ребером. Ребер ранее участвовал на Евровидение в составе трио Peter, Sue & Marc и являлся автором их песен Les Illusions de nos vingt ans и Djambo, Djambo, с которыми трио представляло Швейцарию в 1971 и 1976 годах соответственно. По итогам голосования Pepe Lienhard Band заняли шестое место из 18, набрав 71 балл. Тем не менее, Swiss Lady была предшественницей швейцарской заявки на Евровидение-1978 Vivre в исполнении Кароль Винчи. Конкурс был показан федеральной телекомпанией SRG SSR посредством трёх региональных вещателей: Schweizer Fernsehen (SF) с комментариями на немецком языке Теодора Галлера, Télévision suisse romande (TSR) с комментариями на французском языке Жоржа Арди и Televisione svizzera di lingua italiana (TSI) с комментариями на итальянском языке Джованни Бертини. Глашатаем от Швейцарии был Мишель Стокер.

## До «Евровидения»

### Concours Eurovision 1977
Швейцарская телекомпания SRG SSR с 1956 года отвечает за организацию отбора швейцарской заявки на Евровидение и дальнейшую трансляцию конкурса. Традиционно все заявки от Швейцарии отбирались через национальный финал под названием Concours Eurovision. Он состоялся 19 января 1977 года в студии радиостанции DRS в Цюрихе. Ведущей была Рита Андерман. Девять песен прозвучало во время финала, а победитель определялся путём комбинации голосов трёх региональных телекомпаний (SF, TSR, TSI), экспертной группы и представителей прессы. Среди конкурсантов были Вероника Мюллер, представительница Швейцарии на Евровидение-1972, Пьера Мартелл, представительница Швейцарии на Евровидение-1974 и Паола дель Медико, представительница Швейцарии на Евровидение-1969.
| Порядковый номер | Исполнитель        | Название песни              | Очки | Место |
| ---------------- | ------------------ | --------------------------- | ---- | ----- |
| 1                | Sweet People       | Viens avec nous             | 34   | 3     |
| 2                | Вероника Мюллер    | Heyho                       | 18   | 6     |
| 3                | Пьера Мартелл      | Aldo Rinaldo                | 26   | 4     |
| 4                | Леония             | Passo, vedo                 | 17   | 7     |
| 5                | Pepe Lienhard Band | Swiss Lady                  | 44   | 1     |
| 6                | Кароль Винчи       | Dites-moi ce qu’est l’amour | 26   | 4     |
| 7                | Жеральд Маттей     | Le Cœur dans les nuages     | 15   | 8     |
| 8                | Фредерик Санд      | Faites la vie               | 7    | 9     |
| 9                | Паола дель Медико  | Le Livre blanc              | 41   | 2     |

## На «Евровидении»
В Лондоне группа Pepe Lienhard Band выступала под номером 12, между Израилем и Швецией. Группа выступала в белых костюмах и такого же цвета шляпах с полями, а Мустафа Кафаи Азими, один из музыкантов, сопровождал песню своим соло на альпийском горне, национальном инструменте Швейцарии, в честь которого и была посвящена композиция. По итогам голосования Pepe Lienhard Band заняли шестое место из 18, набрав 71 балл. 12 очков швейцарское жюри присудило стране-победительнице Франции. Во время исполнения швейцарской песни дирижёром оркестра был Петер Жак.

### Голосование
| Очки      | Страна                                           |
| --------- | ------------------------------------------------ |
| 12 баллов |                                                  |
| 10 баллов | - Австрия - Норвегия - Финляндия                 |
| 8 баллов  | - Бельгия                                        |
| 7 баллов  |                                                  |
| 6 баллов  | - Греция - Ирландия                              |
| 5 баллов  | - Люксембург                                     |
| 4 балла   | - Великобритания - Израиль - Италия - Португалия |
| 3 балла   |                                                  |
| 2 балла   |                                                  |
| 1 балл    |                                                  |

| Очки      | Страна     |
| --------- | ---------- |
| 12 баллов | Франция    |
| 10 баллов | Израиль    |
| 8 баллов  | Ирландия   |
| 7 баллов  | Нидерланды |
| 6 баллов  | Монако     |
| 5 баллов  | Финляндия  |
| 4 балла   | Португалия |
| 3 балла   | Испания    |
| 2 балла   | Италия     |
| 1 балл    | Греция     |